# 송중동
송중동(松中洞)은 서울특별시 강북구에 위치한 행정동으로, 법정동은 미아동이다. 송중동은 지하철 미아사거리역 및 도봉로가 중심을 통과하는 교통의 요충지이며, 북서울 꿈의 숲이 있는 살기 좋은 동네이다. 상하수도 등 각종 생활편의시설이 완비된 주거 안정지역이다.

## 연혁
- 조선 후기 : 한성부 동부 숭신방 미아리계.
- 1914년 4월 1일 : 경기도 고양군 숭인면 미아리.
- 1949년 8월 13일 : 고양군 숭인면을 서울특별시에 편입하고, 성북구를 신설하여 성북구 숭인출장소 미아리가 됨.
- 1950년 3월 15일 : 미아리가 미아동으로 개칭됨.
- 1955년 4월 18일 : 행정동제 실시에 따라 미아제1~3동이 신설됨.
- 1959년 10월 31일 : 미아제1동을 길음동으로, 미아제2동을 인수동으로 개칭하고, 미아제3동을 송천동과 삼양동으로 분동함.
- 1970년 5월 18일 : 길음동, 인수동, 송천동, 삼양동을 미아제1~10동으로 분동함.[2]
- 1973년 7월 1일 : 숭인출장소가 폐지되고 도봉구가 신설됨에 따라 도봉구로 편입됨.[3]
- 1975년 10월 1일 : 미아동 일부를 성북구에 편입하여 길음동(행정동 길음동, 인수동, 송천동)으로 개칭하고, 미아동을 미아제1~7동으로 조정함. 또한 하월곡제1동과 경계 조정이 이뤄짐. 송중동은 미아제4동 전부 및 미아제3동 일부에 해당함.
- 1991년 9월 1일 : 미아제3동에서 미아제9동이 분동됨.
- 1995년 3월 1일 : 강북구가 신설됨에 따라 강북구로 편입됨.
- 2008년 6월 30일 : 미아제4동과 미아제9동을 통합하여 송중동으로 개칭함.

## 교통
- 서울 지하철 4호선 미아사거리역

## 같이 보기
- 대한민국의 행정 구역